# オーウェン・D・ヤング

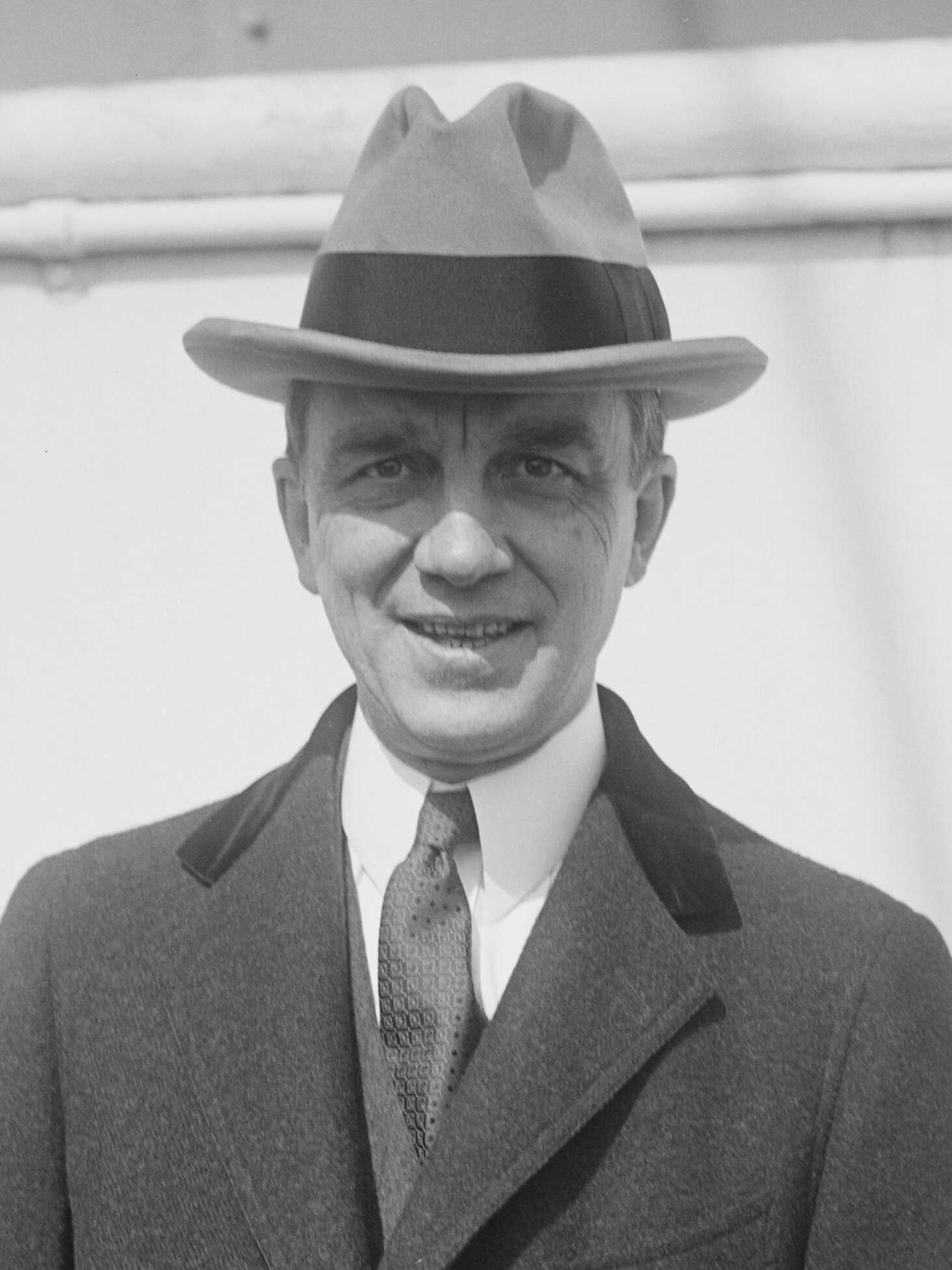
オーウェン・D・ヤング

オーウェン・D・ヤング（Owen D. Young、1874年10月27日 - 1962年7月11日）は、アメリカ合衆国の財政家、法律家、外交官。ニューヨーク州ハーキマー郡スターク出身。
法律家だったヤングはゼネラル・エレクトリック(GE)の役員を勤めていたが、イギリスのマルコーニ社がGEの交流発電機を購入したいとの申し出を折衝中だった。これを聞いたアメリカ海軍からイギリスとイギリス海軍を背景に持つマルコーニ社に独占使用をする契約を延期して欲しいとの申し出を受けた。商業上も社会的にも、取引は有益であるとするヤングにアメリカ海軍のブラードは、GEが通信機を発明するか、子会社を設立してはどうかと提案。但し、これは電話会社や電気会社が持つ特許が輻輳しているところから互いに使用契約を結ぶ排他的な特許プール(独占禁止法に抵触)を作る必要があったがヤングは交渉に長けていたし、アメリカ政府がこれを後押しをした。1919年にRCAを創立、1929年までその会長を務めた。さらに1922年から1939年までゼネラル・エレクトリックの会長も務めた。その後はNBCの設立を援助した。1942年から1945年までゼネラル・エレクトリックの会長を再び務めた。
第一次世界大戦終結後、ドイツ賠償委員会に参加。ヴェルサイユ条約に基づくドイツ帝国の賠償返済を円滑に進めるべく1924年にドーズ案をまとめた。その後、1929年に同委員会議長となり、さらに賠償額を減額したヤング案を成立させた。その功績が評価され、同年にタイムのマン・オブ・ザ・イヤーに選ばれた。この年にはAEG の監査役にも就任している。ヤングはいわば、モルガン資本の利益を代表する、欧州経済への切り込み隊長であった。翌1930年にはドイツの賠償金支払いを統括する国際決済銀行を設立した。

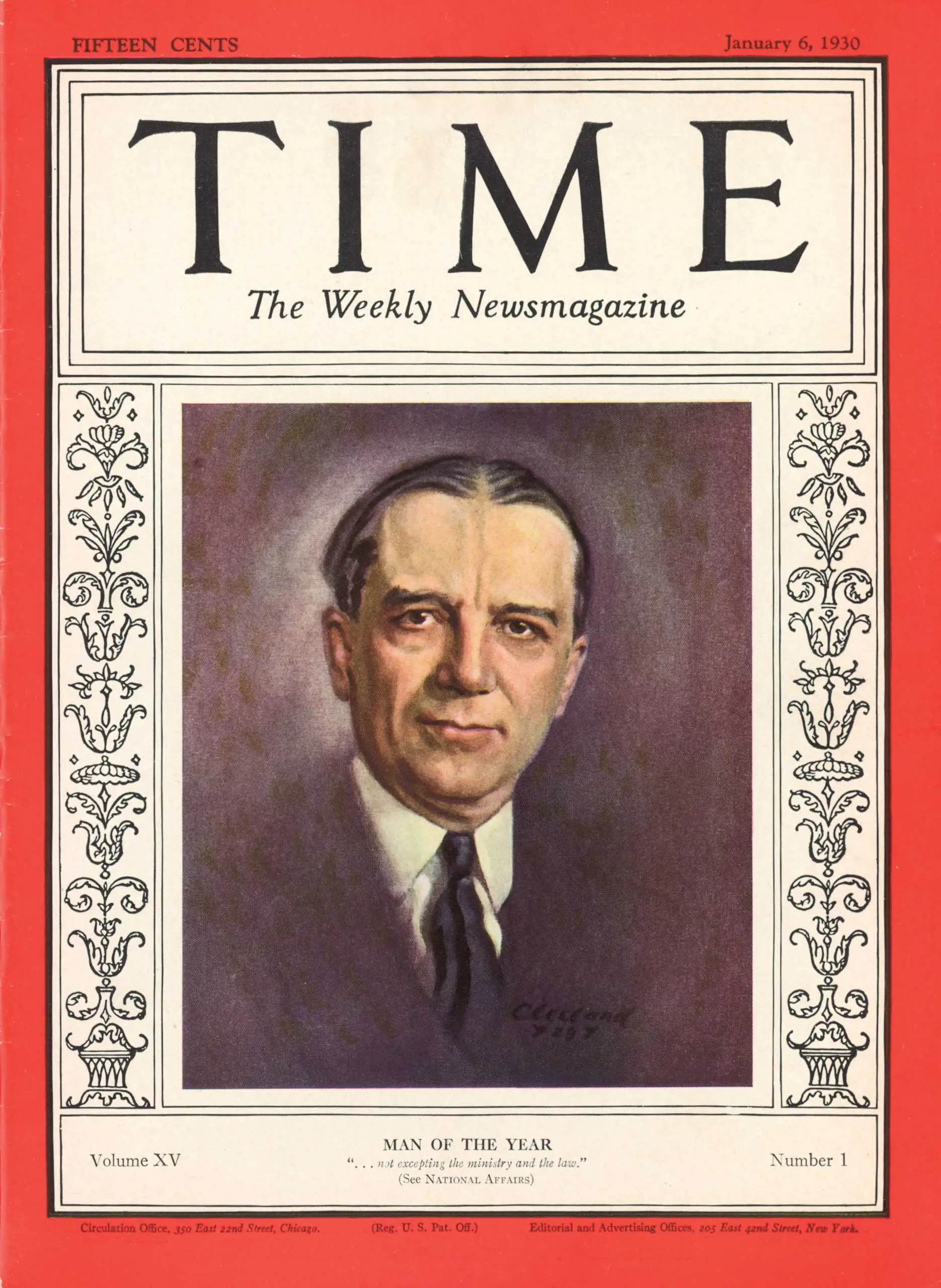
"マン・オブ・ザ・イヤー"に選ばれたヤングはタイム誌1930年1月6日号の表紙を飾った